# Wrzeciądz

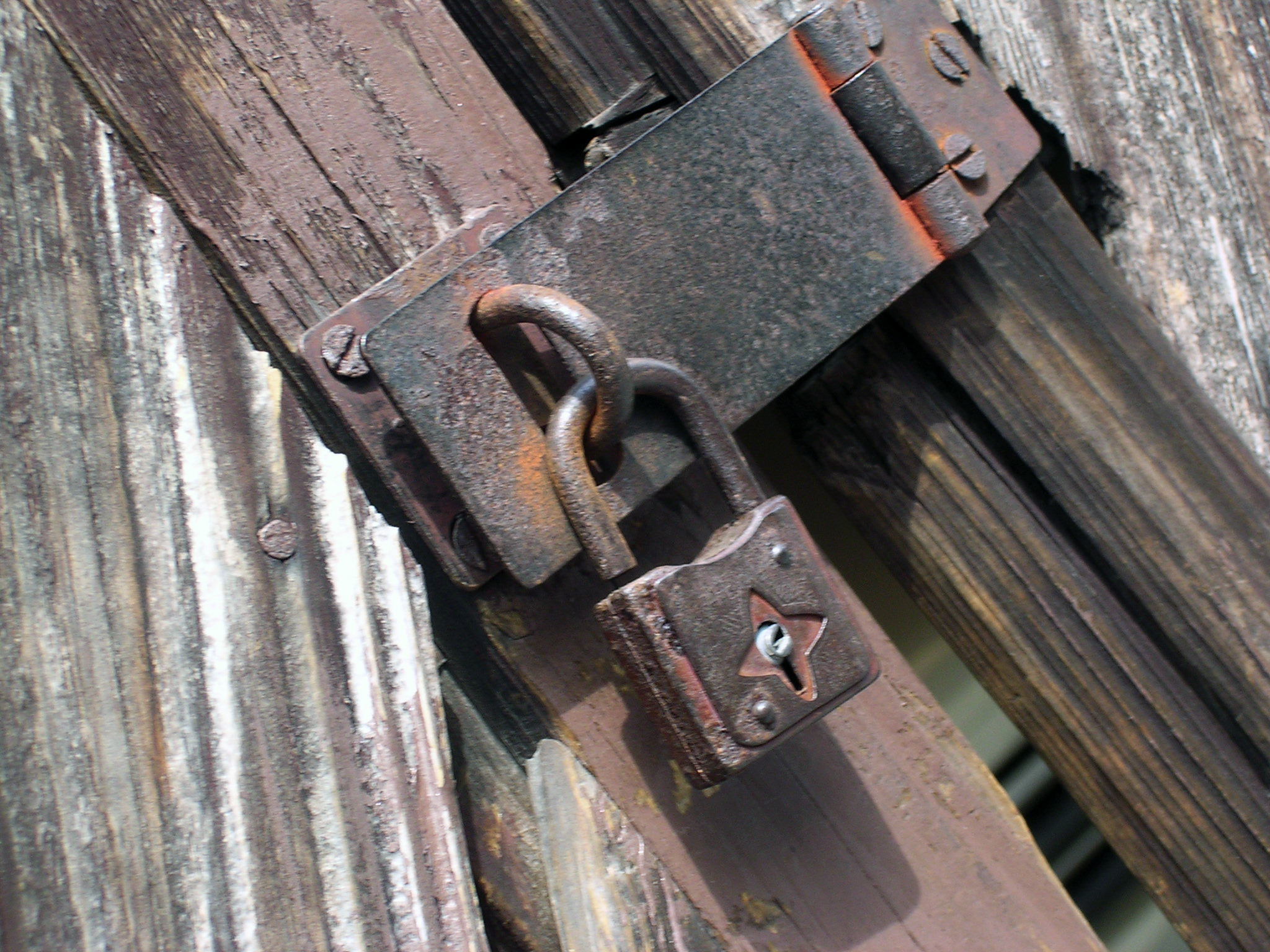
Kłódka zawieszona na skoblu przechodzącym przez otwór we wrzeciądzu

Wrzeciądz (dawniej także w formach: rzeciądz, rzecządz, rzecądz, rzejcuz, rzecoz) – okucie budowlane, zamknięcie drzwi lub bramy, element w formie sztaby (lub płaskownika) z otworem współpracujący ze skoblem służący wraz z nim do mocowania kłódki, czasem (szczególnie w przeszłości) w formie krótkiego łańcucha, służącego do zamykania drzwi od wewnątrz.